# Sarah Knaussová
Sarah DeRemer Knaussová, rozená Clarková (24. září 1880 – 30. prosince 1999) byla americká žena, která je považovaná za třetího nejdéle žijícího člověka, jehož věk byl úředně ověřen. Dosud drží rekord nejdéle žijícího Američana v dějinách.

## Život
Narodila se v hornické oblasti v severovýchodní Pensylvánii rodičům Walterovi (1849–1934) a Amelii Clarkovým (1857–1926). Měla šest sourozenců, ale tři bratři zemřeli ve velmi mladém věku. Dlouhověkost měli v rodině: babička z otcovy strany Katurah Millerová (1821–1919) se dožila 98 let, sestřenice Minnie Kresgeová (1893–1999) se dožila 105 let.
Krátce před jednadvacátými narozeninami se v Bethlehemu dne 28. srpna 1901 provdala za Abrahama Lincolna Knausse (1878–1965). Její manžel se později stal prominentním členem Republikánské strany a zajistil tak své ženě pohodlný život.
Z manželství se narodila jediná dcera Kathryn (1903–2005), která se rovněž dožila více než sta let. Po jejím narozením zůstala Sarah ženou v domácnosti.
Ovdověla v roce 1965. Až do svých 111 let žila sama, poté se přesunula do pečovatelského domu v Allentownu.
Nejstarší žijící osobou na světě se stala po smrti Kanaďanky Marie-Louise Meilleurové, která zemřela 16. dubna 1998 ve věku 117 let a 230 dní.
Zemřela ve spánku 30. prosince 1999 ve věku 119 let a 97 dní. Až do konce života se těšila relativně dobrému zdraví. Je pohřbena na Grandview Cemetery v Allentownu.
Po její smrti se stala nejstarší žijící osobou na světě Američanka Ella Millerová (1884–2000). Zajímavostí je, že měřila pouhých 140 centimetrů.